# Alick Aluvihare
Wanisekara Bandaranayake Wasala Mudiyanse Ralahamilage Alick Aluvihare (singhalesisch ඇලික් අළුවිහාරේ; * 20. Dezember 1926 in Matale, Zentralprovinz; † 17. Mai 2009 in Colombo) war ein sri-lankischer Politiker der United National Party (UNP).

## Leben
Aluvihare absolvierte seine schulische Ausbildung am Wijaya College sowie am St. Thomas’ College in seiner Geburtsstadt Matale und war danach als Pflanzer und Unternehmer tätig. Er trat der am 6. September 1946 von Don Stephen Senanayake gegründeten United National Party (UNP) als Mitglied bei und begann seine politische Laufbahn 1947 als Bürgermeister von Matale. 1961 wurde er für die UNP bei einer Nachwahl im Wahlkreis Matale erstmals zum Mitglied des Parlaments gewählt und gehörte diesem zunächst bis zur Wahl 1970 an. 1970 wurde er Mitglied des Arbeitsausschusses der UNP und für diese bei der Wahl 1977 wieder zum Mitglied des Parlaments gewählt, in dem er nunmehr bis zu seinem Tode am 17. Mai 2009 weitere 22 Jahre die Interessen des Wahlkreises Matale vertrat.
Im März 1989 wurde Aluvihare als Minister für Post und Telekommunikation in die Regierung von Premierminister Dingiri Banda Wijetunga berufen. Im Anschluss übernahm er im Zuge einer Regierungsumbildung 1991 den Posten als Minister für Häfen und Schifffahrt und bekleidete dieses Ministeramt von Mai 1993 bis August 1994 in der ersten Regierung von Premierminister Ranil Wickremesinghe. Im Dezember 2001 übernahm er in der zweiten Regierung von Premierminister Ranil Wickremesinghe den Posten als Innenminister sowie Minister für Provinzräte und Kommunalverwaltung und hatte dieses bis zum Ende von Wickremesinghes im April 2004 inne.
Aus seiner am 9. Mai 1957 geschlossenen Ehe mit Jinawathie gingen fünf Kinder hervor, darunter Ranjith Aluvihare, der zwischen 2000 und 2010 sowie erneut seit 2015 dem Parlament angehört, sowie Wasantha Aluvihare, der zwischen 2003 und 2004 Chefminister der Zentralprovinz war und seit 2010 ebenfalls Mitglied des Parlaments ist.